# 여성주의 미학
여성주의 미학 또는 페미니스트 미학(Feminist aesthetics)은 1970년대에 처음 등장했으며 특정 미학이나 스타일을 지칭하는 것이 아니라 성역할 고정관념 또는 성별에 관한 예술과 미학의 가정에 의문을 제기하는 관점을 의미한다. 여성주의 미학은 철학과 관련이 있다. 아름다움, 예술, 감각적 경험이 무엇인지에 대한 역사적 철학적 견해는 미학의 개념과 관련이 있다. 미학은 생산 스타일을 살펴본다. 특히 여성주의자들은 중립적이고 포용적인 것처럼 보이지만 사람들이 예술과 미학에 대해 생각하는 방식은 성 역할에 의해 영향을 받는다고 주장한다. 여성주의 미학은 젠더 문제를 통해 예술이 어떻게 이해되는지 분석하는 도구이다. 개인의 성 정체성은 주체 위치에 따라 예술과 미학을 인식하는 방식에 영향을 미치며, 그 인식은 권력의 영향을 받는다. 사람들이 예술을 보는 방식은 계급이나 인종과 같은 사회적 가치의 영향도 받는다. 삶의 주체 위치는 삶과 경험에 대한 사람들의 지식이 다르기 때문에 예술을 인식하는 방식을 변화시킨다. 여성주의 역사가 전통 역사를 뒤흔드는 방식으로 여성주의 미학은 아름다움, 예술, 감각적 경험의 철학에 도전한다.